# 代州
代州（だいしゅう）は、中国にかつて存在した州。隋代から民国初年にかけて、現在の山西省忻州市一帯に設置された。

## 魏晋南北朝時代
446年（太平真君7年）、北魏により設置された肆州を前身とする。

## 隋代
隋初には、肆州は1郡3県を管轄した。585年（開皇5年）、肆州は代州と改称された。606年（大業2年）、蔚州の廃止にともない、その管轄県が統合された。607年（大業3年）、郡制施行に伴い、代州は雁門郡と改称され、下部に5県を管轄した。隋代の行政区分に関しては下表を参照。
| 隋代の行政区画変遷 | 隋代の行政区画変遷   | 隋代の行政区画変遷 | 隋代の行政区画変遷 | 隋代の行政区画変遷               |
| 区分               | 開皇元年             | 開皇元年           | 区分               | 大業3年                          |
| ------------------ | -------------------- | ------------------ | ------------------ | -------------------------------- |
| 州                 | 肆州                 | 蔚州               | 郡                 | 雁門郡                           |
| 郡                 | 雁門郡               | 霊丘郡             | 県                 | 雁門県 崞県 五台県 霊丘県 繁畤県 |
| 県                 | 広武県 石城県 驢夷県 | 霊丘県 大昌県      | 県                 | 雁門県 崞県 五台県 霊丘県 繁畤県 |

## 唐代
618年（武徳元年）、唐により雁門郡は代州と改められた。742年（天宝元年）、代州は雁門郡と改称された。758年（乾元元年）、雁門郡は代州と改称された。代州は河東道に属し、雁門・五台・繁畤・崞・唐林の5県を管轄した。

## 宋代
北宋のとき、代州は河東路に属し、雁門・崞・五台・繁畤の4県を管轄した。
1125年（天会3年）、金の粘没喝が代州を陥落させた。金の代州は河東北路に属し、雁門・崞・五台・広武・繁畤の5県と雁門・西陘・胡谷・楼板・興善・石觜・茹越・大石・義興・麻谷・瓶形・梅廻・宝興の13鎮を管轄した。

## 元代
元のとき、代州は冀寧路に属した。

## 明代以降
1368年（洪武元年）、明により冀寧路は太原府と改められ、代州は太原府に属した。1369年（洪武2年）、代州は代県に降格した。1375年（洪武8年）、代県は代州に昇格した。明の代州は五台・繁峙・崞の3県を管轄した。
1724年（雍正2年）、清により代州は山西省の直隷州に昇格した。代州は五台・崞・繁峙の3県を管轄した。
1912年、中華民国により代州は廃止され、代県と改められた。